# 幽州書佐秦君石闕
漢幽州書佐秦君石闕。1964年6月，北京西郊八寶山迤西發現漢幽州書佐秦君石闕及墓表的石構件17件。東漢時為幽州書佐秦君建造的一組神道闕，闕前兩側陳設一對墓表。

## 構件[1][2][3][4]
- 石柱2件（1、6號），通高2.25米，刻字三行，「漢故幽州書佐秦君之神道」。額下兩側各雕石虎一隻。
- 石柱礎2件（5、7號），中間穿有圓孔。孔之兩側各雕一伏虎。
- 石屋頂一件（3號）。
- 石長方柱3件（2、8、11號），一方柱正面刻一武士手持兵器，上端刻一朱雀作飛翔狀。左側面刻一龍。另一方左側面刻「烏還哺母」銘文，正面刻「永元十七年四月囗囗囗囗元興元年囗十月魯工石囗宜造」。還有一方柱殘高0.92米。
- 方柱礎1件（13號）。
- 石闕頂7件（4、9、12、14-17號），其中一件闕頂為三坡式，其他六件闕頂作四阿式。
- 石雕雙人1件（10號）。

## 图片

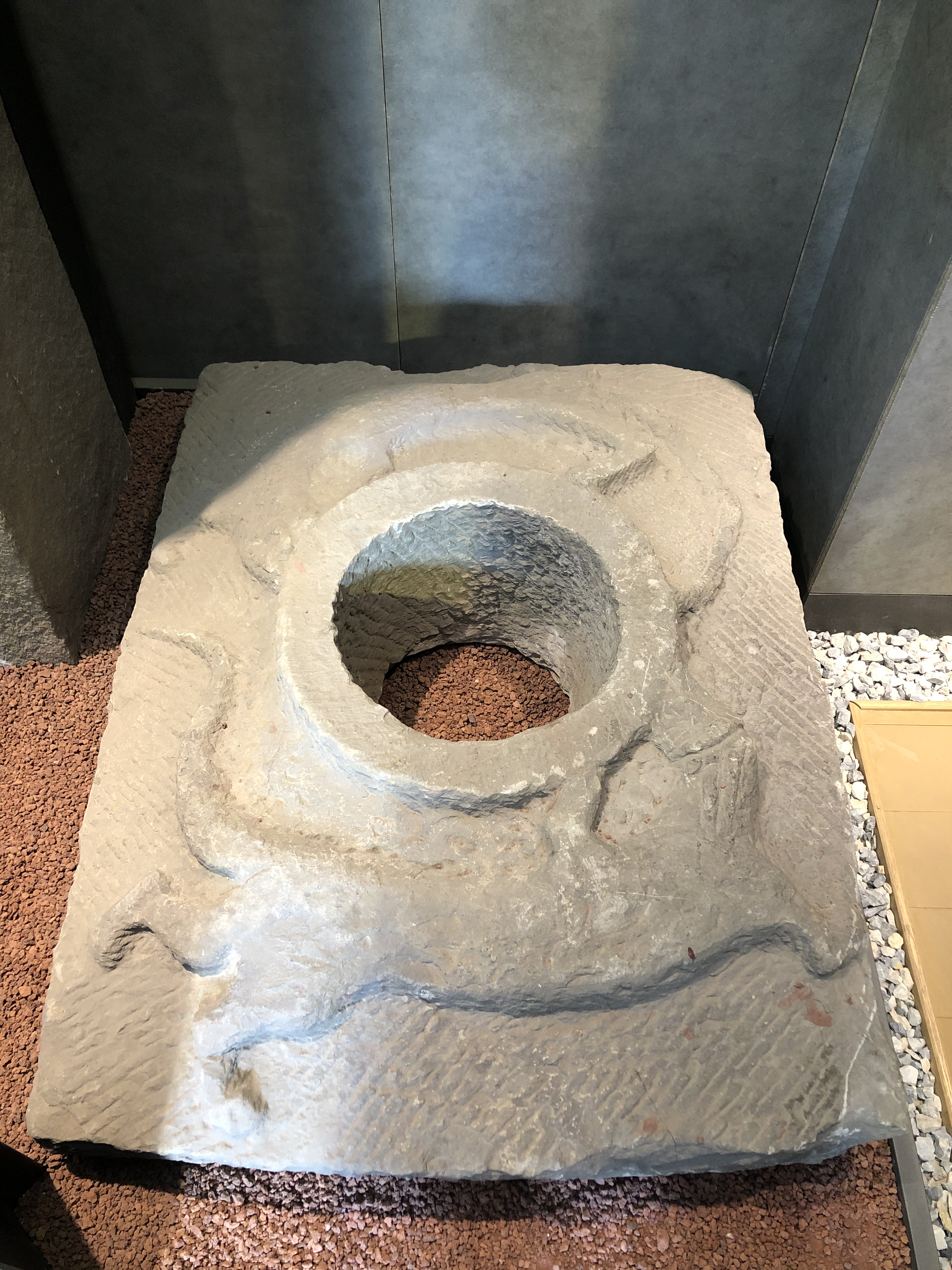
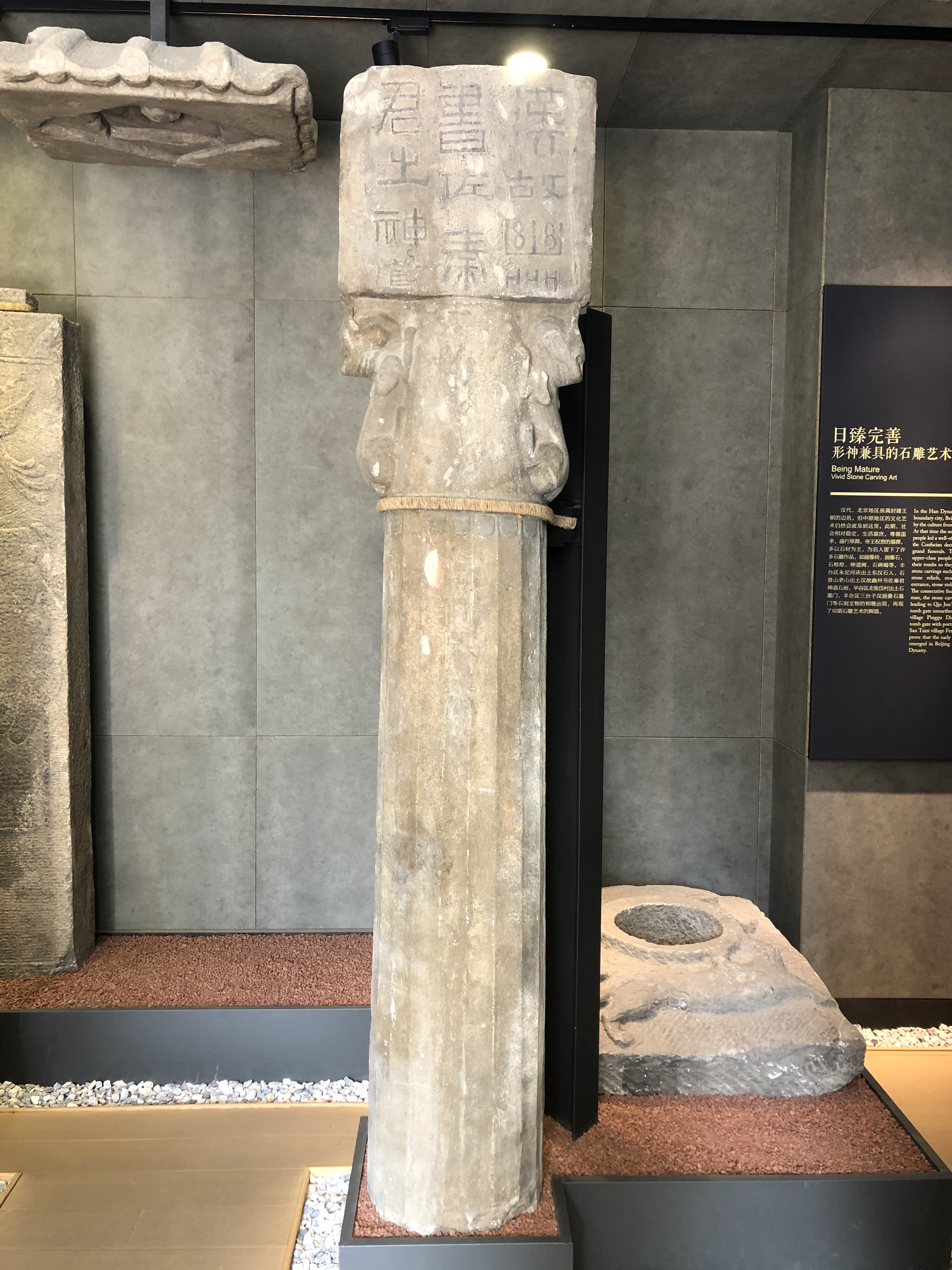
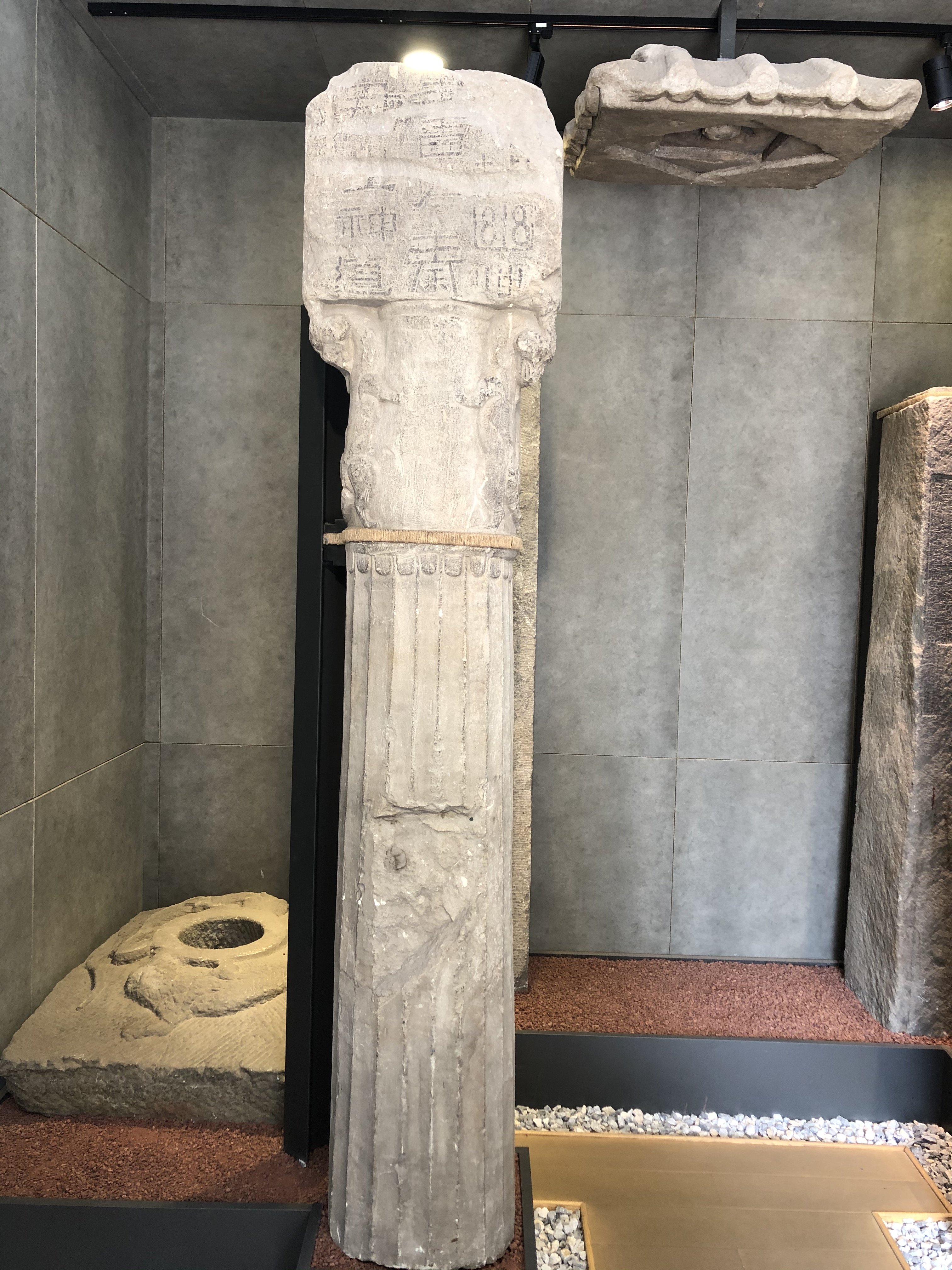
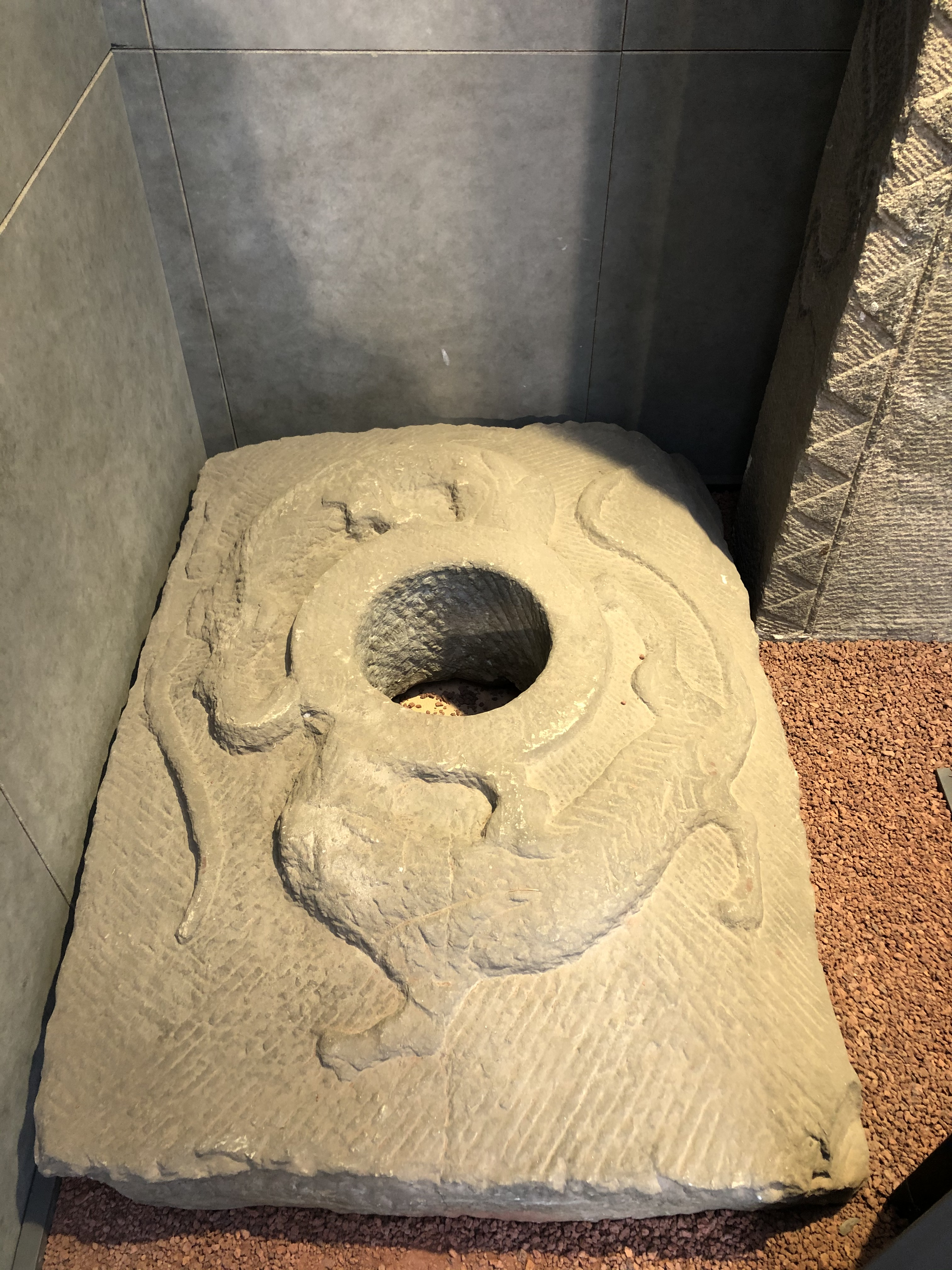
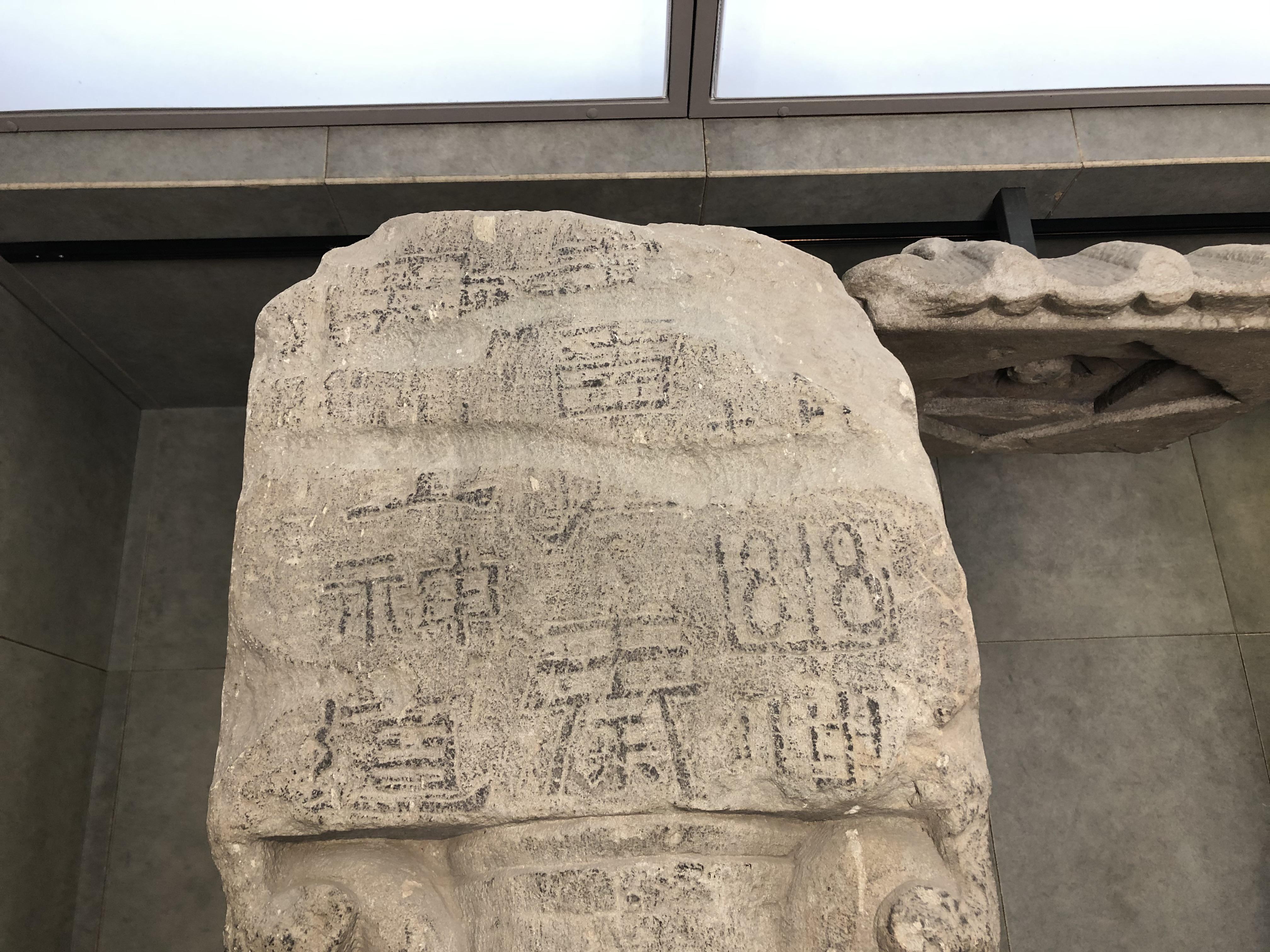
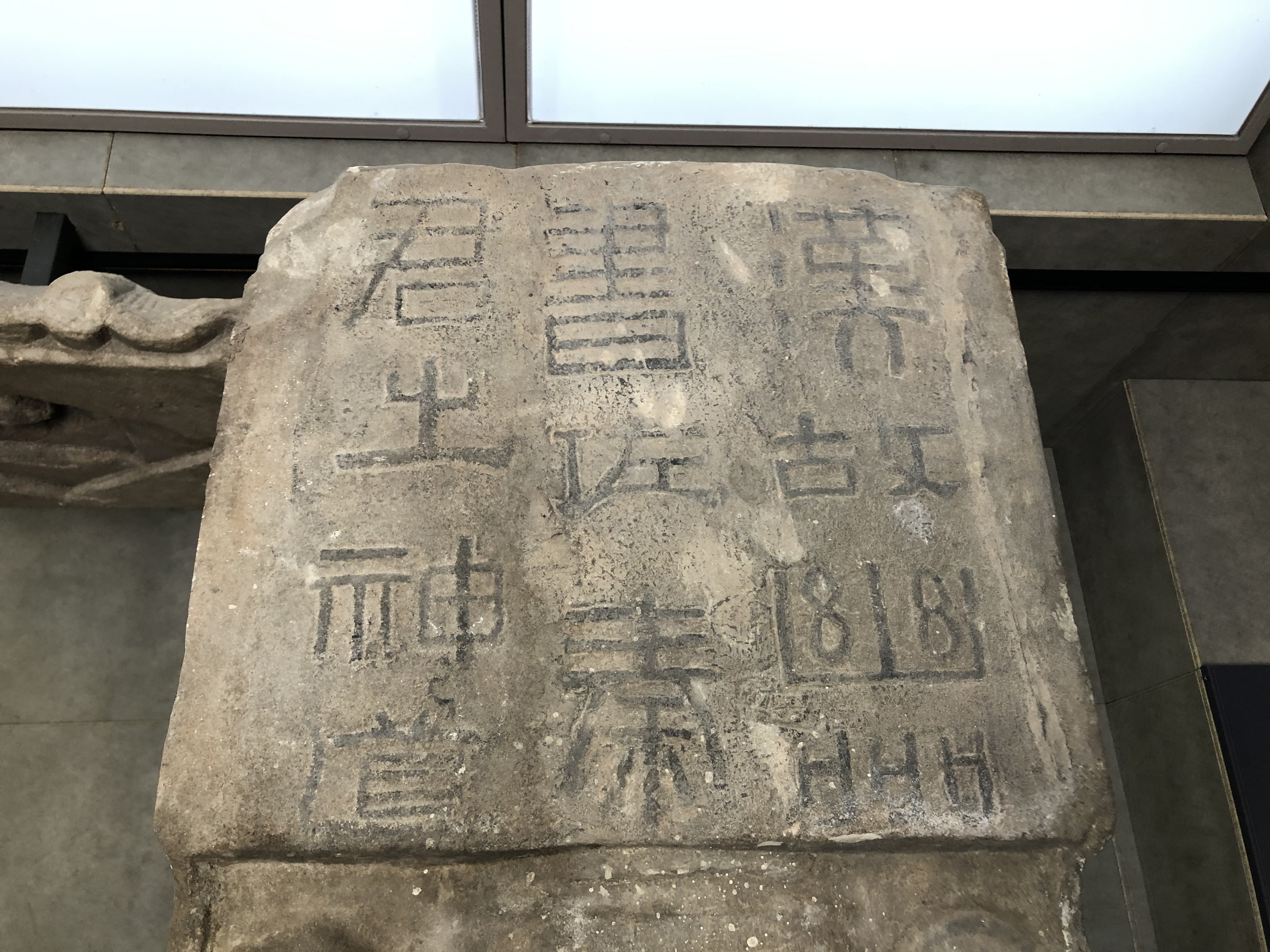
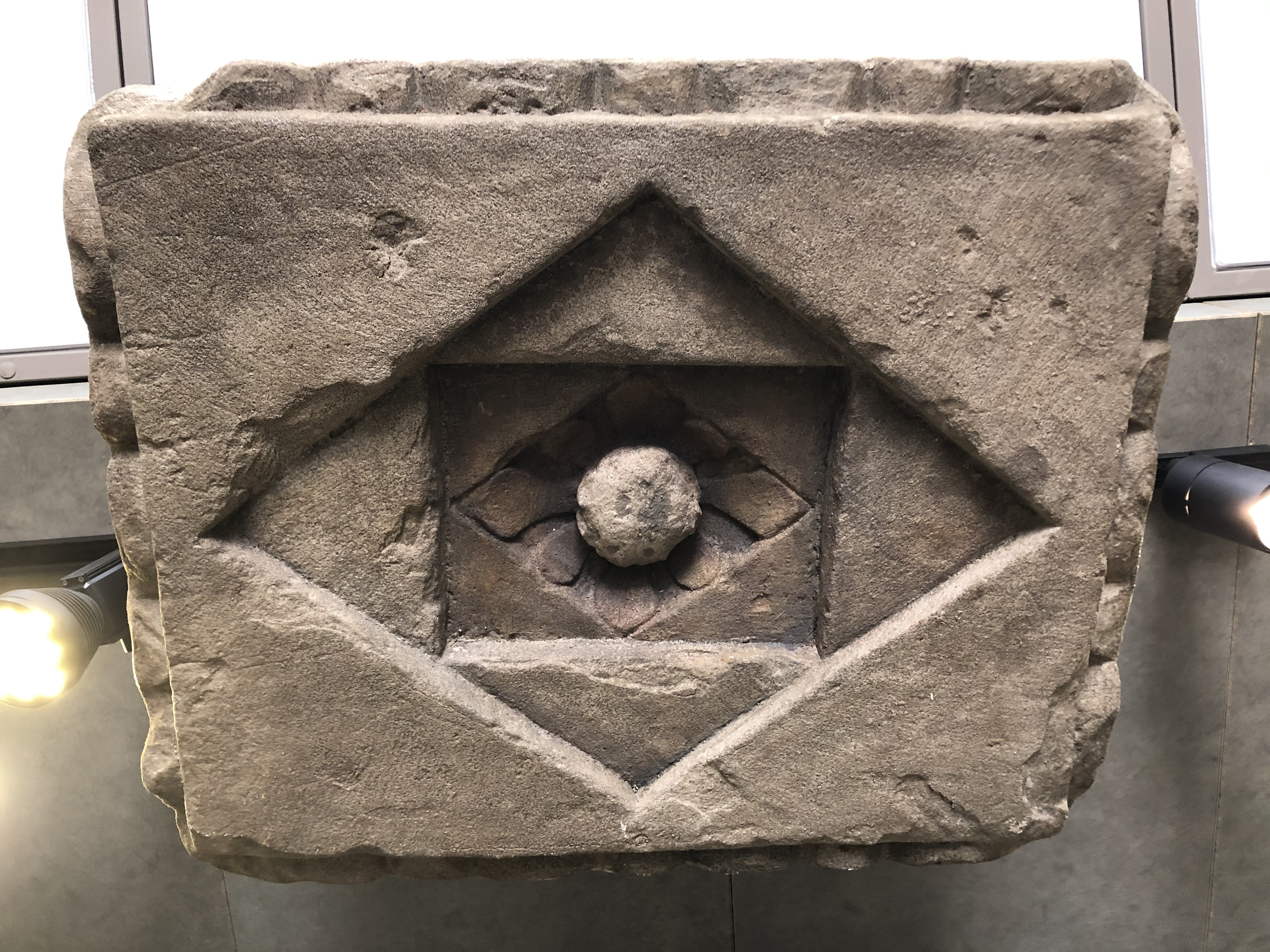
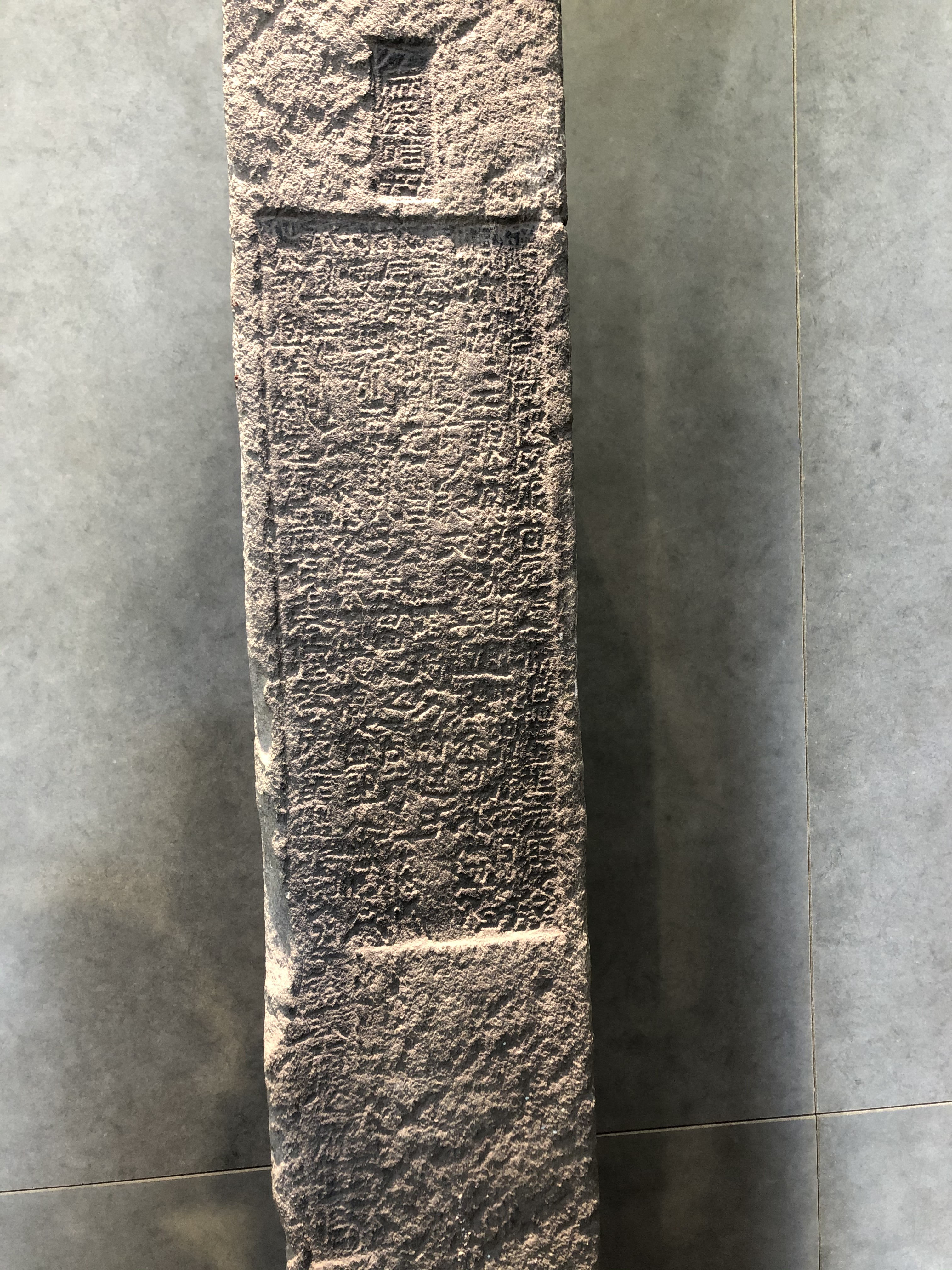
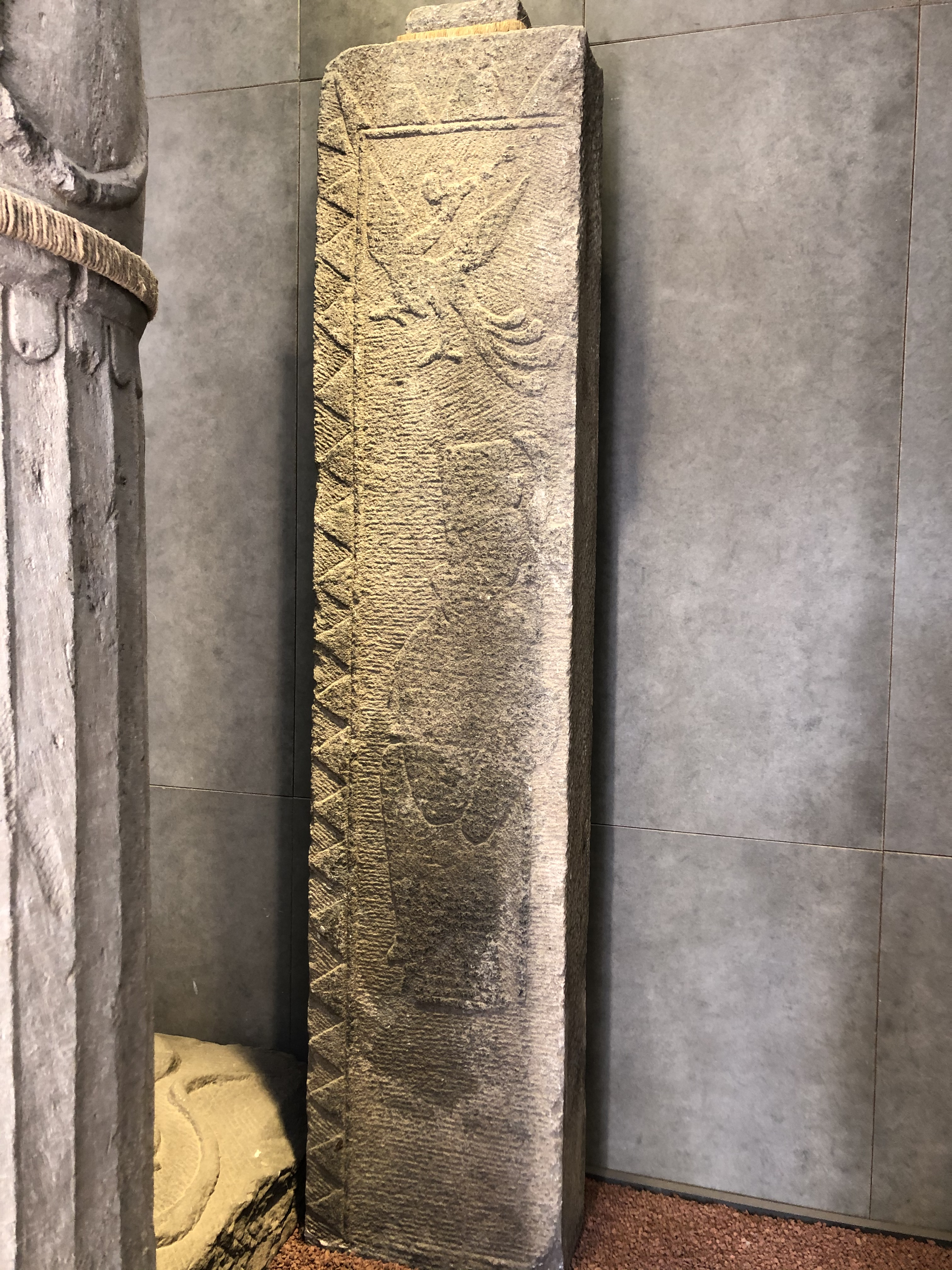
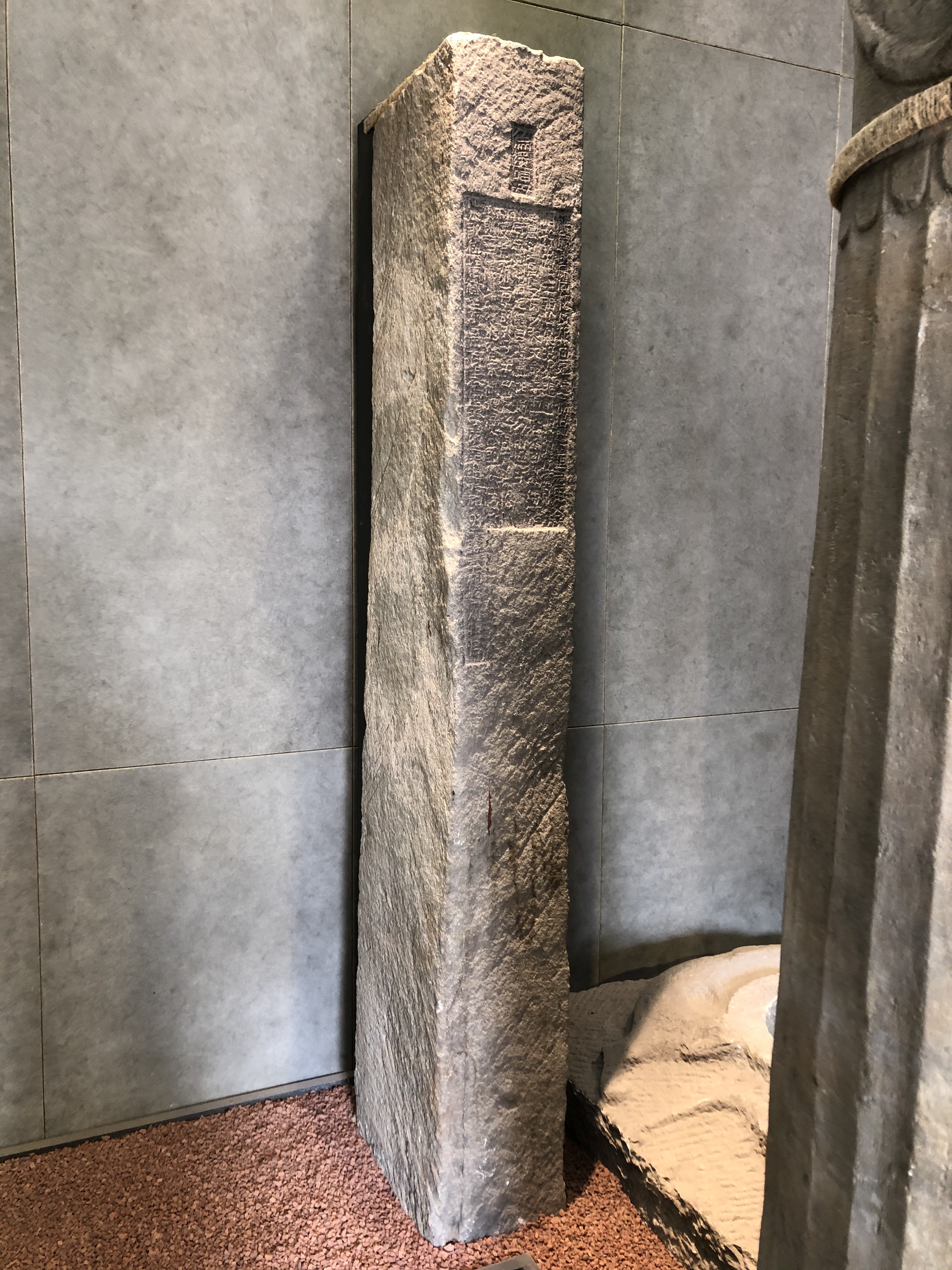
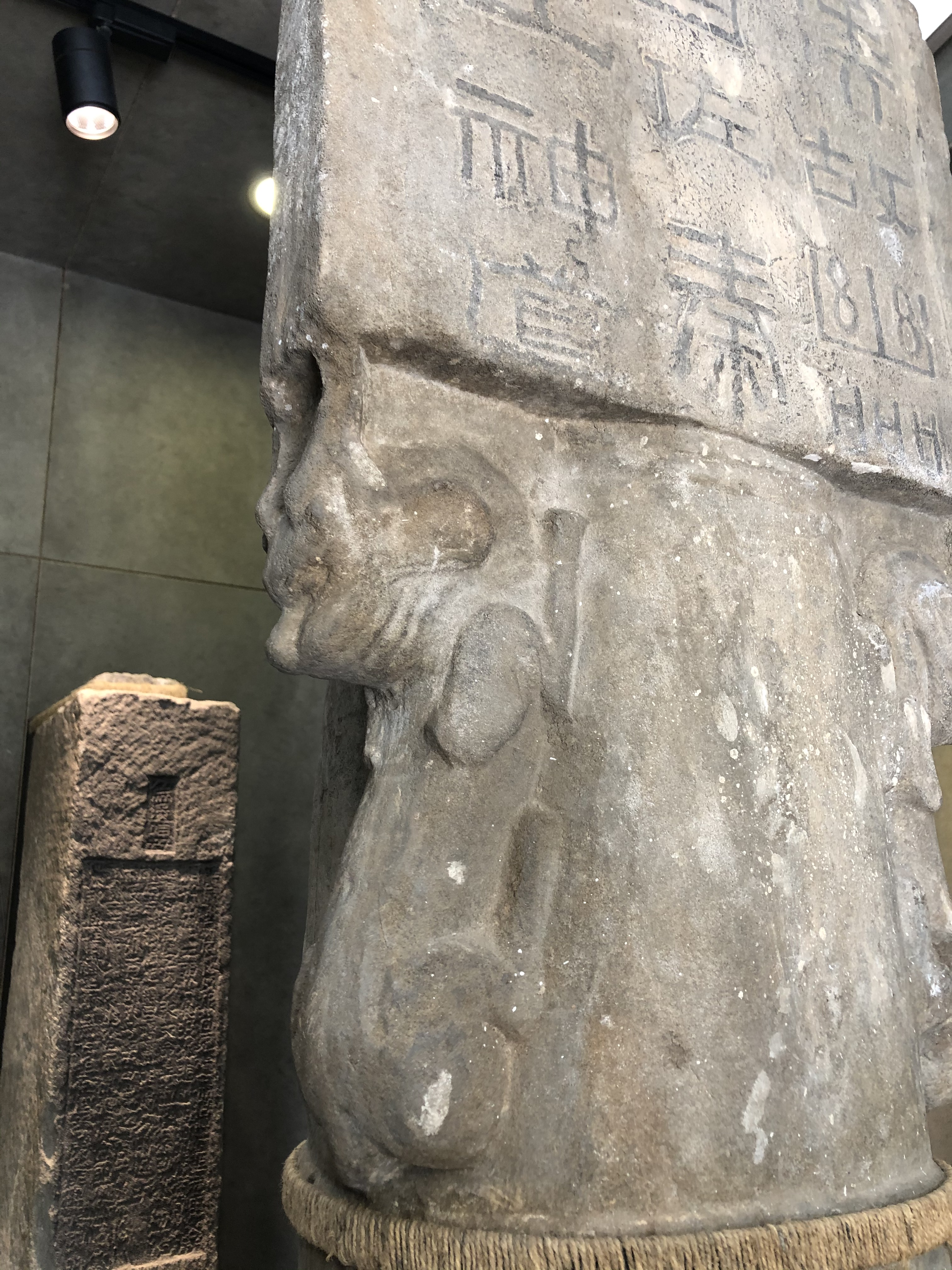
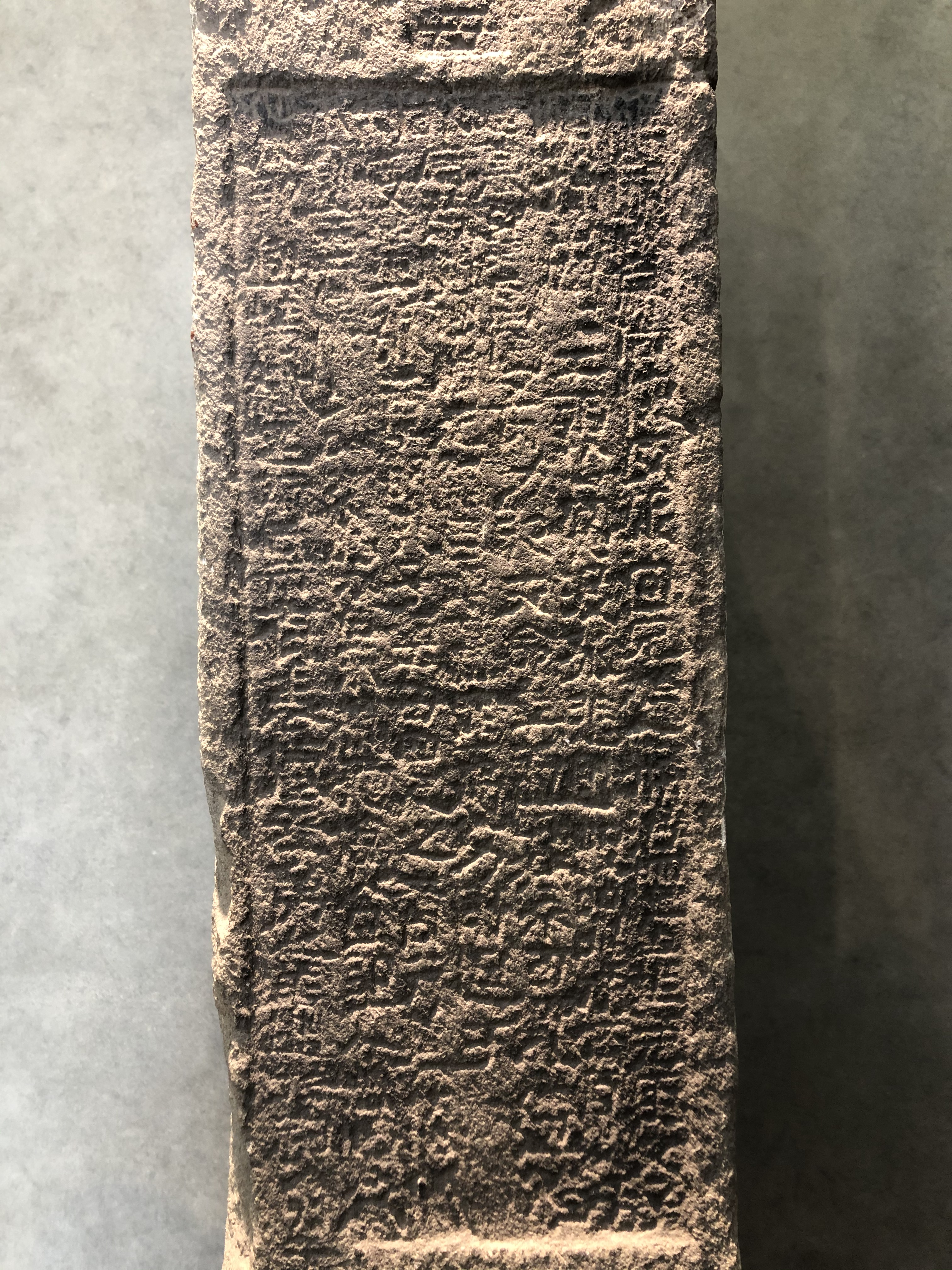
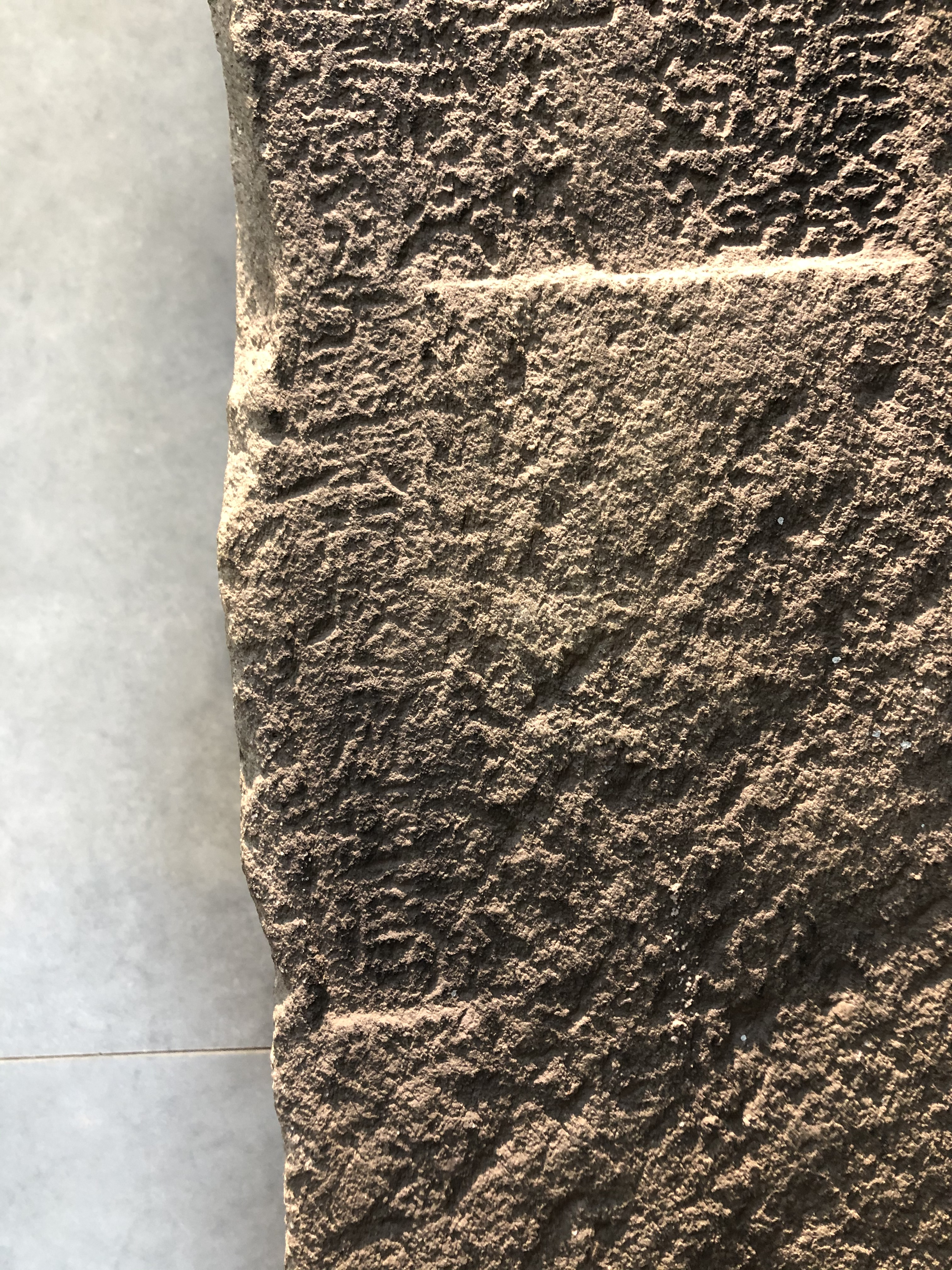
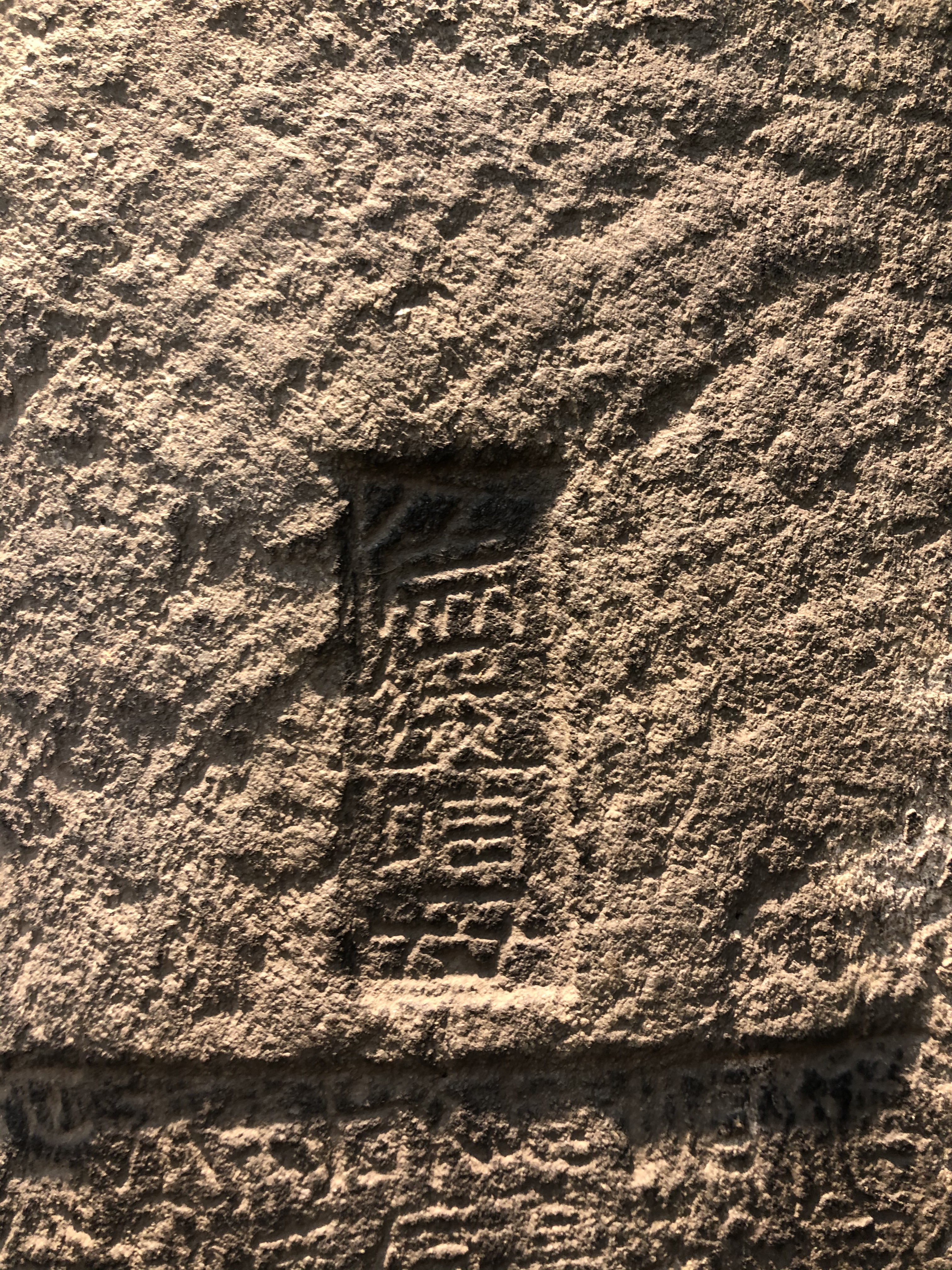
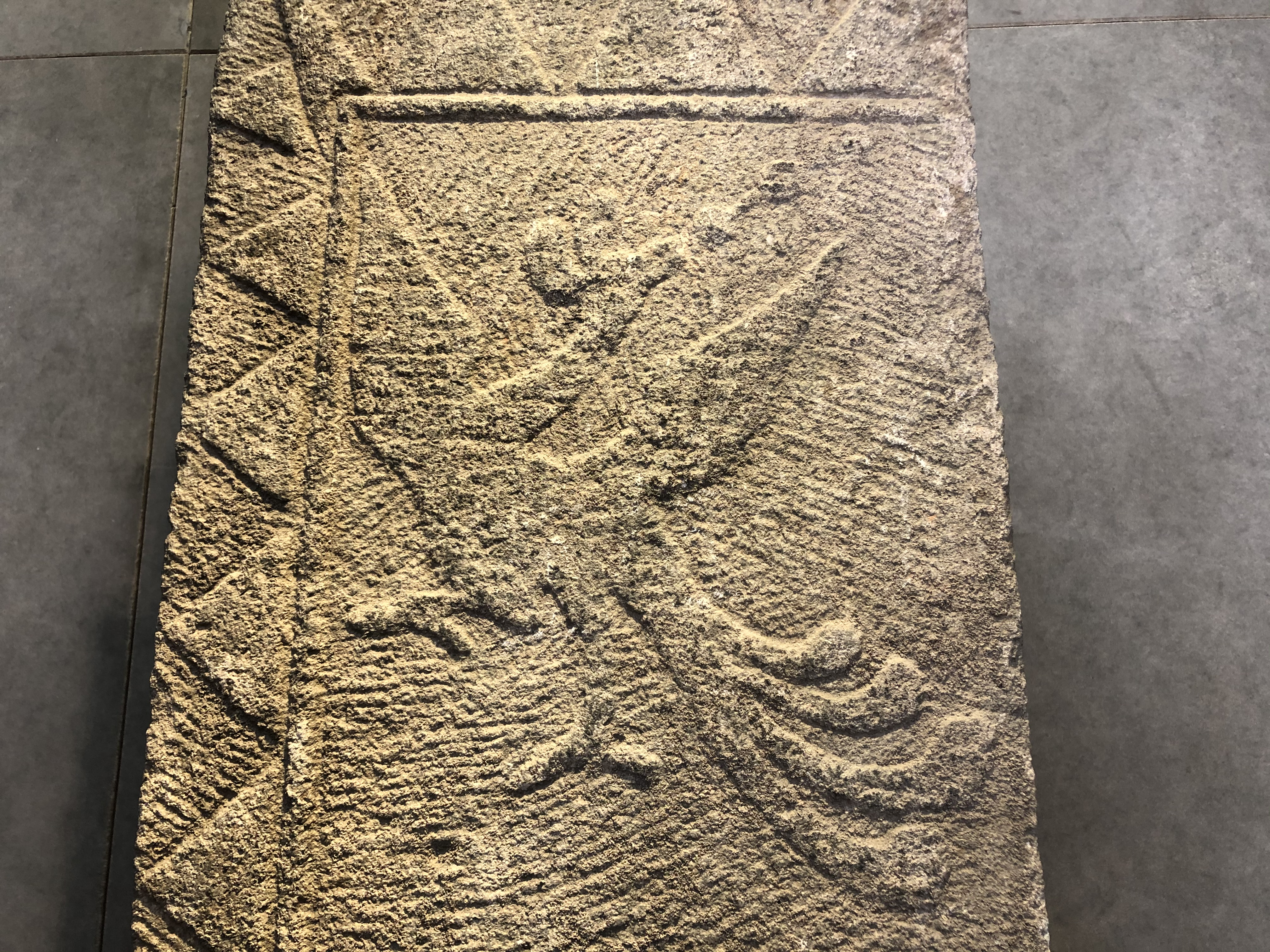
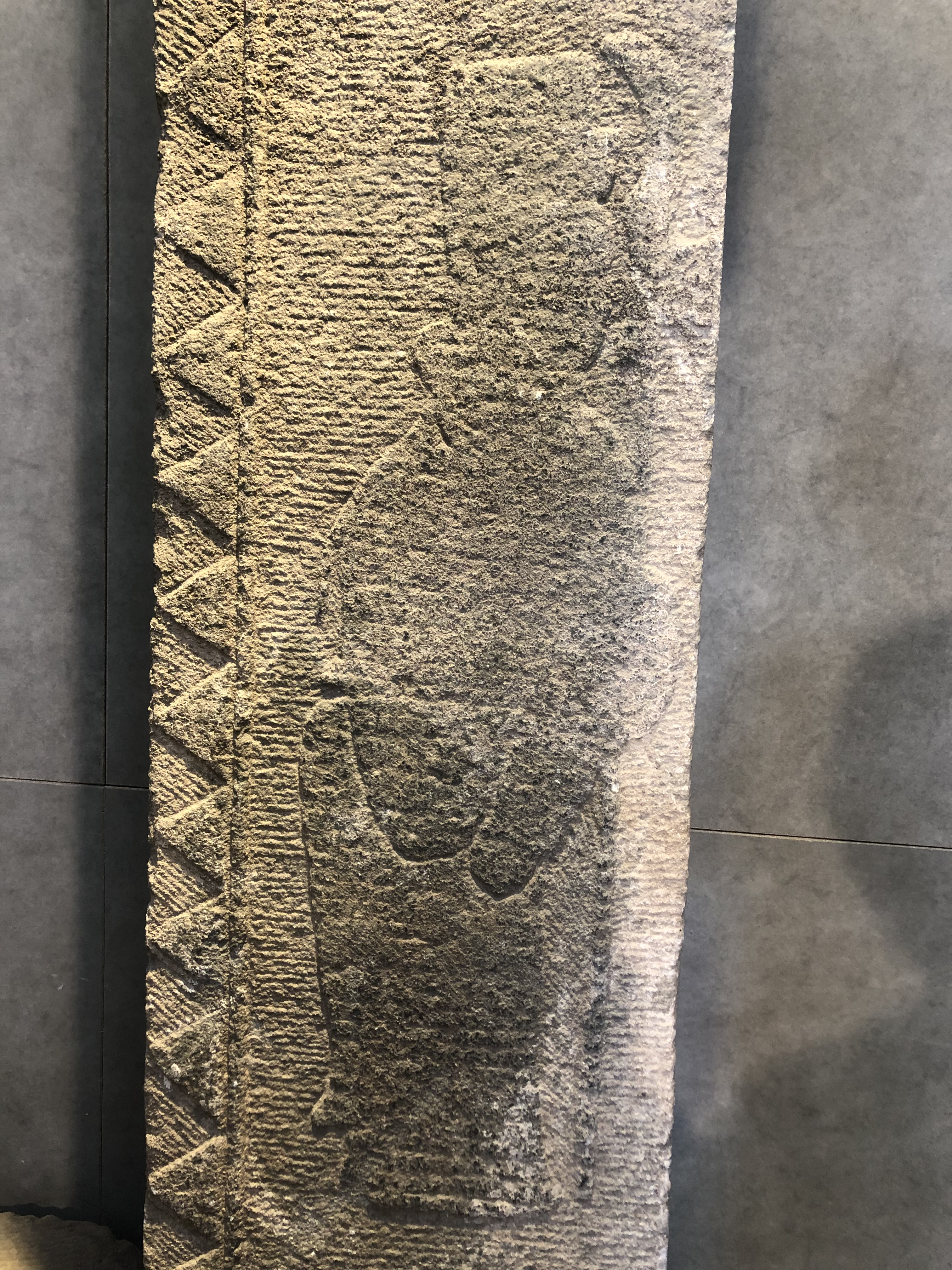
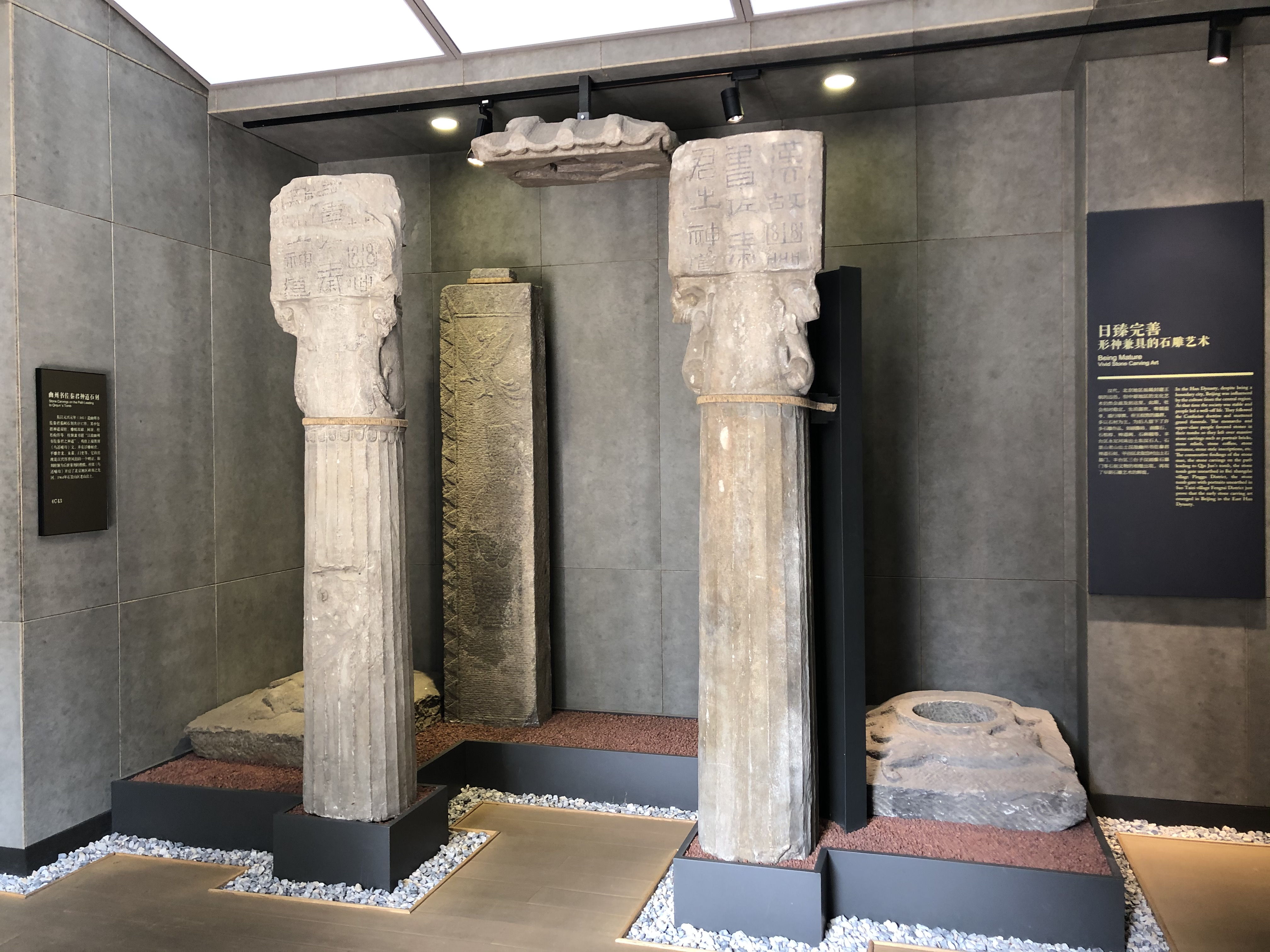
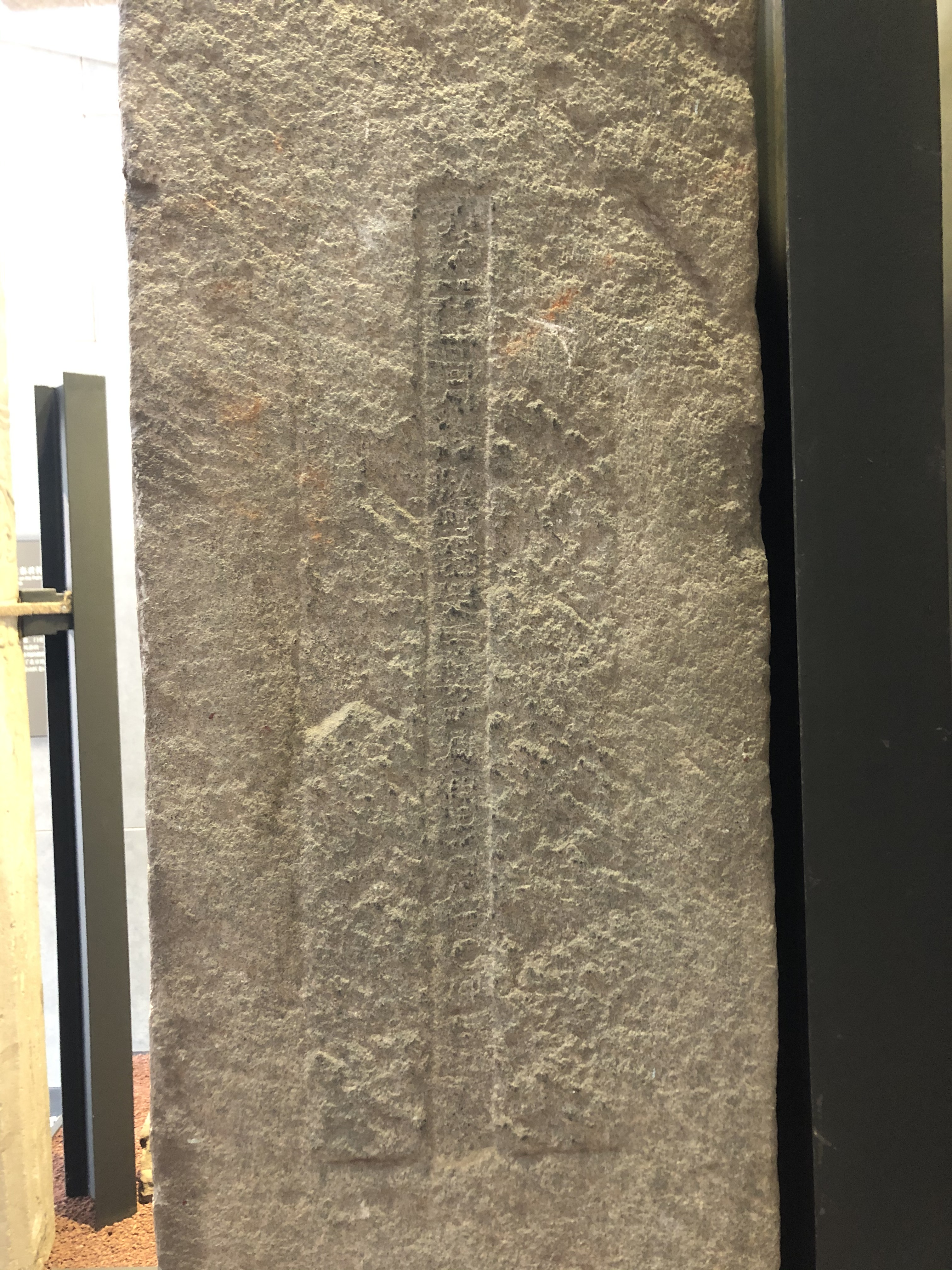